# Olympische Sommerspiele 1984/Leichtathletik – 110 m Hürden (Männer)

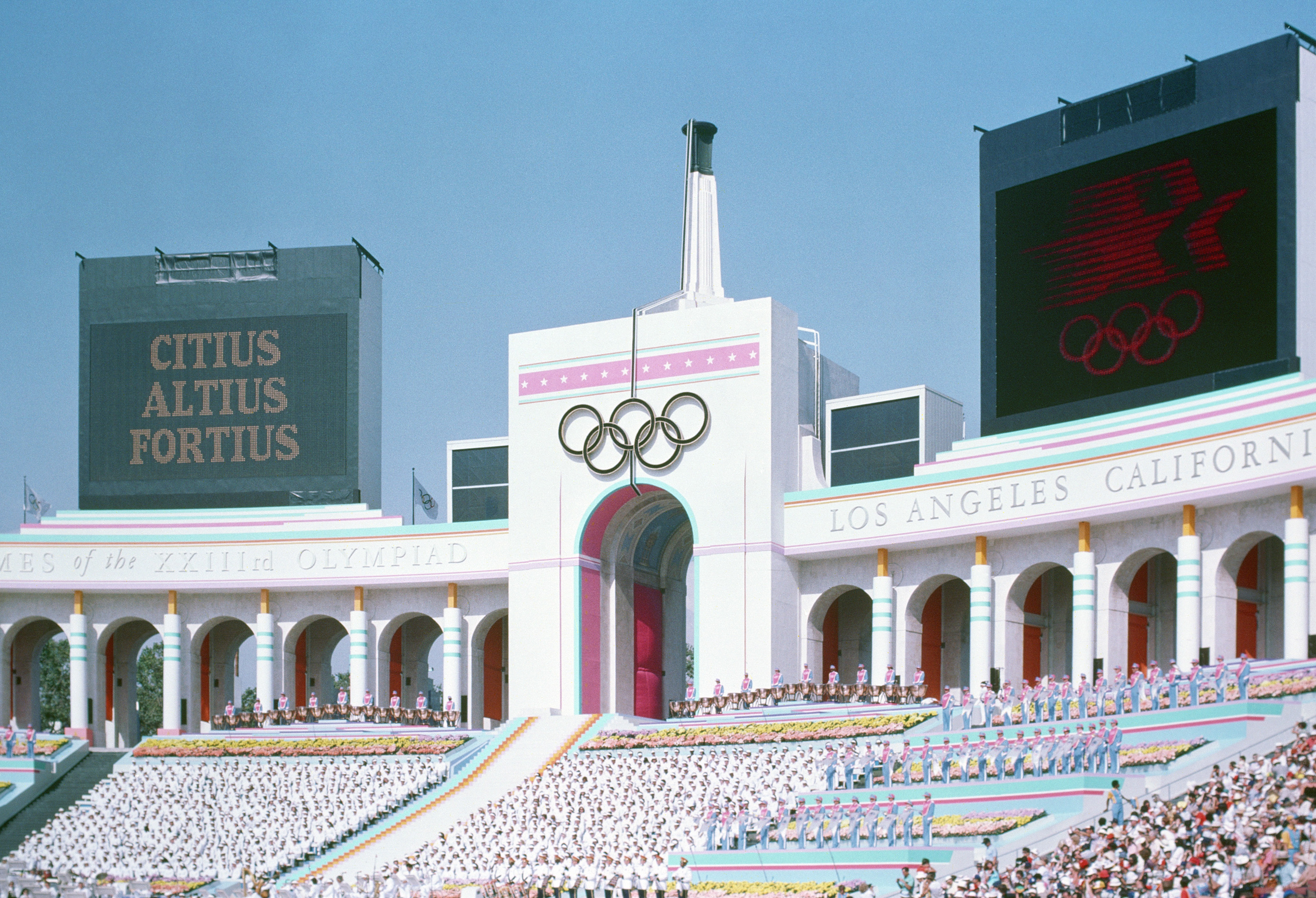
Blick auf des Eingangstor des Los Angeles Memorial Coliseum

Der 110-Meter-Hürdenlauf der Männer bei den Olympischen Spielen 1984 in Los Angeles wurde am 5. und 6. August 1984 im Los Angeles Memorial Coliseum ausgetragen. 26 Athleten nahmen teil.
Olympiasieger wurde der US-Amerikaner Roger Kingdom. Er gewann vor seinem Landsmann Greg Foster und dem Finnen Arto Bryggare.
Läufer aus der Bundesrepublik Deutschland, der Schweiz, Österreich und Liechtenstein nahmen nicht teil. Athleten aus der DDR waren wegen des Olympiaboykotts ebenfalls nicht dabei.

## Aktuelle Titelträger
| Olympiasieger 1980                      | Thomas Munkelt ( DDR)             | 13,39 s | Moskau 1980   |
| Weltmeister 1983                        | Greg Foster ( USA)                | 13,42 s | Helsinki 1983 |
| Europameister 1982                      | Thomas Munkelt ( DDR)             | 13,41 s | Athen 1982    |
| Panamerikanischer Meister 1983          | Roger Kingdom ( USA)              | 13,44 s | Caracas 1983  |
| Zentralamerika und Karibik-Meister 1983 | Alejandro Casañas ( Kuba)         | 13,61 s | Havanna 1983  |
| Südamerika-Meister 1983                 | Pedro Chiamulera ( Brasilien)     | 14,3 s  | Santa Fe 1983 |
| Asienmeister 1983                       | Wu Chin-jing ( Chinesisch Taipeh) | 13,90 s | Kuwait 1983   |
| Afrikameister 1982                      | Philip Sang ( Kenia)              | 13,8 s  | Kairo 1982    |

## Rekorde

### Bestehende Rekorde
| Weltrekord         | 12,93 s | Renaldo Nehemiah ( USA) | Zürich, Schweiz                   | 19. August 1981   |
| Olympischer Rekord | 13,24 s | Rod Milburn ( USA)      | Finale OS München, BR Deutschland | 7. September 1972 |

### Rekordegalisierungen / -verbesserungen
Der bestehende olympische Rekord wurde dreimal egalisiert und einmal verbessert:
- 13,24 s (Egalisierung) – Greg Foster (USA), vierter Vorlauf bei einem Rückenwind von 1,7 m/s
- 13,24 s (Egalisierung) – Roger Kingdom (USA), erstes Halbfinale bei einem Rückenwind von 0,7 m/s
- 13,24 s (Egalisierung) – Greg Foster (USA), zweites Halbfinale bei einem Gegenwind von 1,1 m/s
- 13,20 s (Verbesserung) – Roger Kingdom (USA), Finale bei einem Gegenwind von 0,4 m/s

## Vorrunde
Datum: 5. August 1984
In der Vorrunde wurden die 26 Teilnehmer in vier Läufe gelost. Für das Halbfinale qualifizierten sich pro Lauf die ersten vier Athleten (hellblau unterlegt).
William Fong in Lauf vier war der erste Leichtathlet, der für den pazifischen Inselstaat Samoa – hier mit der Bezeichnung Westsamoa – bei Olympischen Spielen antrat.
Mit 13,24 s lief der US-Amerikaner Greg Foster im vierten Vorlauf die schnellste Vorlaufzeit und stellte damit den Olympiarekord ein. Die langsamste Zeit, mit der sich ein Athlet für das Halbfinale qualifizieren konnte, betrug 14,29 s, die der Chinese Li Jieqiang in Lauf drei erzielte. Dagegen schied Modesto Castillo aus der Dominikanischen Republik mit seinen 14,05 s aus dem vierten Vorlauf aus. Er hatte die schnellste Zeit aller in der Vorrunde gescheiterten Hürdensprinter erzielt.

### Vorlauf 1
Wind: +2,0 m/s, Temperatur: 29 °C
| Platz | Name                    | Nation              | Zeit    |
| ----- | ----------------------- | ------------------- | ------- |
| 1     | Arto Bryggare           | Finnland            | 13,35 s |
| 2     | Mark McKoy              | Kanada              | 13,58 s |
| 3     | Daniele Fontecchio      | Italien             | 13,75 s |
| 4     | Yu Zhicheng             | Volksrepublik China | 14,20 s |
| 5     | Mohamed Ryad Ben Haddad | Algerien            | 14,44 s |
| 6     | Nicolas Chapparo        | Paraguay            | 15,51 s |
| DSQ   | Mark Holtom             | Großbritannien      |         |

### Vorlauf 2

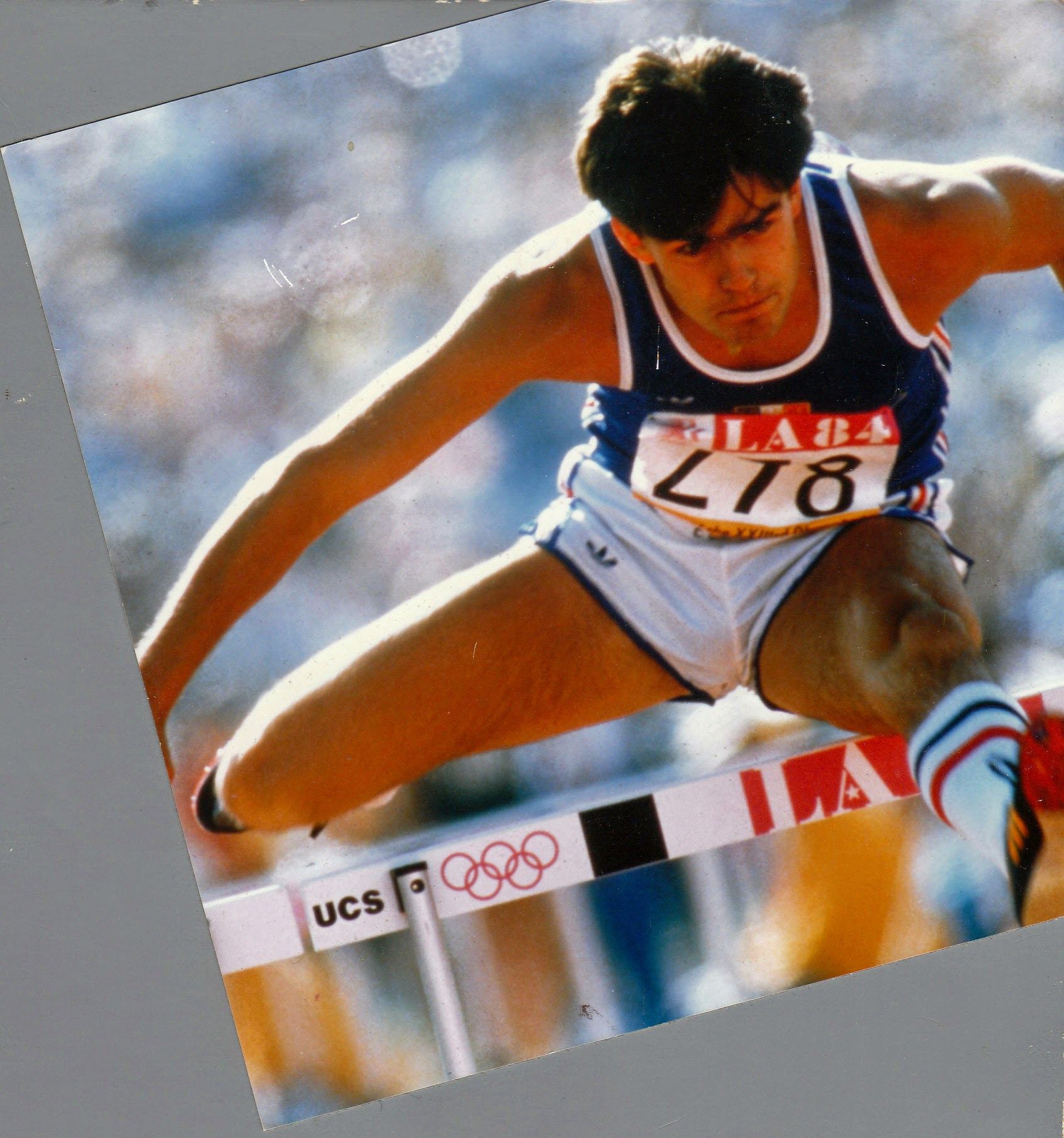
Franck Chevallier – ausgeschieden als Fünfter des zweiten Vorlaufs

Wind: −0,5 m/s, Temperatur: 29 °C
| Platz | Name                 | Nation         | Zeit    |
| ----- | -------------------- | -------------- | ------- |
| 1     | Tonie Campbell       | USA            | 13,53 s |
| 2     | Carlos Sala          | Spanien        | 14,02 s |
| 3     | Wilbert Greaves      | Großbritannien | 14,04 s |
| 4     | Jeff Glass           | Kanada         | 14,07 s |
| 5     | Franck Chevallier    | Frankreich     | 14,32 s |
| 6     | Hisham Mohamed Mekin | Ägypten        | 14,67 s |

### Vorlauf 3
Wind: −0,5 m/s, Temperatur: 28 °C
| Platz | Name           | Nation              | Zeit    |
| ----- | -------------- | ------------------- | ------- |
| 1     | Roger Kingdom  | USA                 | 13,53 s |
| 2     | Javier Moracho | Spanien             | 14,05 s |
| 3     | Nigel Walker   | Großbritannien      | 14,07 s |
| 4     | Li Jieqiang    | Volksrepublik China | 14,29 s |
| 5     | Naji Mubarak   | Kuwait              | 14,65 s |
| 6     | Eric Spence    | Kanada              | 14,93 s |

### Vorlauf 4
Wind: +1,7 m/s, Temperatur: 29 °C
| Platz | Name              | Nation                       | Zeit    | Anmerkung |
| ----- | ----------------- | ---------------------------- | ------- | --------- |
| 1     | Greg Foster       | USA                          | 13,24 s | ORe       |
| 2     | Stéphane Caristan | Frankreich                   | 13,45 s |           |
| 3     | Wu Chin-jing      | Chinesisch Taipeh            | 13,91 s |           |
| 4     | Don Wright        | Australien                   | 14,00 s |           |
| 5     | Modesto Castillo  | Dominikanische Republik      | 14,05 s |           |
| 6     | Mohamed Helal Ali | Vereinigte Arabische Emirate | 15,75 s |           |
| DNF   | William Fong      | Westsamoa                    |         |           |

## Halbfinale
Datum: 6. August 1984
In den beiden Halbfinalläufen qualifizierten sich jeweils die ersten Vier (hellblau unterlegt) für das Finale.
Sowohl Roger Kingdom in Lauf eins als auch Greg Foster in Lauf zwei stellten mit jeweils 13,24 s den Olympiarekord ein.

### Lauf 1
Wind: +0,7 m/s, Temperatur: 28 °C
| Platz | Name              | Nation              | Zeit    | Anmerkung |
| ----- | ----------------- | ------------------- | ------- | --------- |
| 1     | Roger Kingdom     | USA                 | 13,24 s | ORe       |
| 2     | Tonie Campbell    | USA                 | 13,56 s |           |
| 3     | Stéphane Caristan | Frankreich          | 13,62 s |           |
| 4     | Jeff Glass        | Kanada              | 13,88 s |           |
| 5     | Javier Moracho    | Spanien             | 13,89 s |           |
| 6     | Wu Chin-jing      | Chinesisch Taipeh   | 14,21 s |           |
| 7     | Yu Zhicheng       | Volksrepublik China | 14,26 s |           |
| DNS   | Nigel Walker      | Großbritannien      |         |           |

### Lauf 2
Wind: −1,1 m/s, Temperatur: 28 °C
| Platz | Name               | Nation              | Zeit    | Anmerkung |
| ----- | ------------------ | ------------------- | ------- | --------- |
| 1     | Greg Foster        | USA                 | 13,24 s | ORe       |
| 2     | Mark McKoy         | Kanada              | 13,30 s |           |
| 3     | Arto Bryggare      | Finnland            | 13,52 s |           |
| 4     | Carlos Sala        | Spanien             | 13,85 s |           |
| 5     | Wilbert Greaves    | Großbritannien      | 13,86 s |           |
| 6     | Daniele Fontecchio | Italien             | 13,86 s |           |
| 7     | Don Wright         | Australien          | 13,93 s |           |
| 8     | Li Jieqiang        | Volksrepublik China | 14,15 s |           |

## Finale
Datum: 6. August 1984

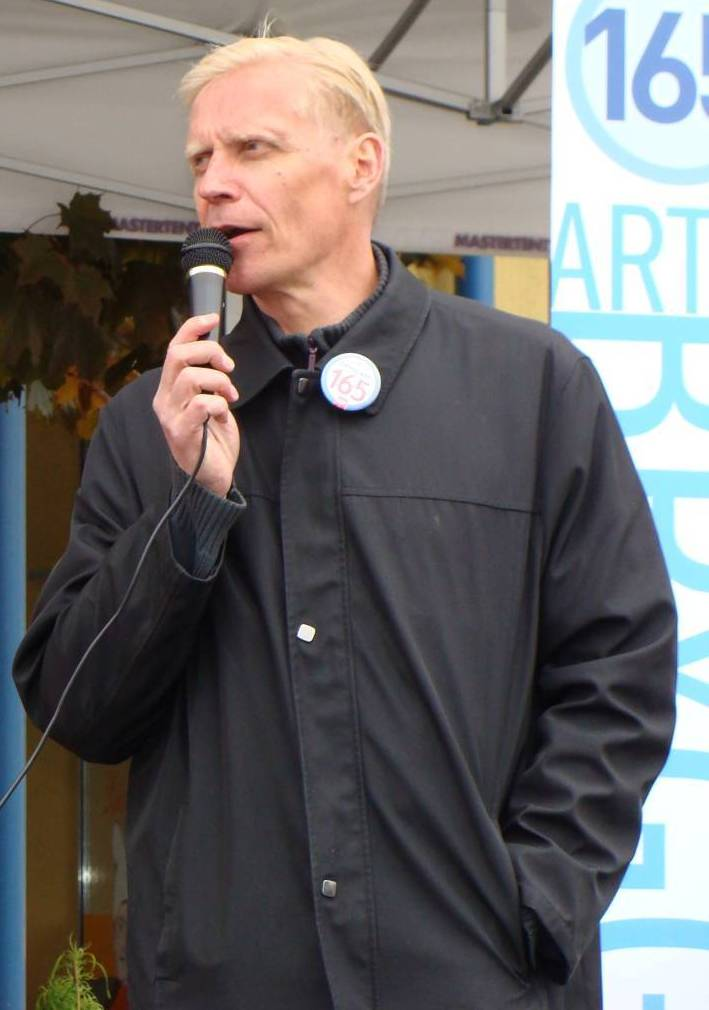
Der zweifache EM-Dritte (1978/1982) Arto Bryggare (Foto: 2009) gewann die Bronzemedaille

Wind: −0,4 m/s, Temperatur: 28 °C
| Platz | Name              | Nation     | Zeit    | Anmerkung |
| ----- | ----------------- | ---------- | ------- | --------- |
| 1     | Roger Kingdom     | USA        | 13,20 s | OR        |
| 2     | Greg Foster       | USA        | 13,23 s |           |
| 3     | Arto Bryggare     | Finnland   | 13,40 s |           |
| 4     | Mark McKoy        | Kanada     | 13,45 s |           |
| 5     | Tonie Campbell    | USA        | 13,55 s |           |
| 6     | Stéphane Caristan | Frankreich | 13,71 s |           |
| 7     | Carlos Sala       | Spanien    | 13,80 s |           |
| 8     | Jeff Glass        | Kanada     | 14,15 s |           |

Für das Finale hatten sich drei US-Amerikaner, zwei Kanadier, ein Finne, ein Franzose und ein Spanier qualifiziert.
Bedingt durch den Olympiaboykott war der Olympiasieger von 1980 und Europameister von 1982 Thomas Munkelt aus der DDR nicht dabei. Als Favorit galt vor allem der Weltmeister von 1983 Greg Foster aus den USA.
Den schnellsten Start im Finale erwischten der Finne Arto Bryggare und der Kanadier Mark McKoy. McKoy touchierte jedoch die erste Hürde und fiel zurück. Foster ging an der zweiten Hürde in Führung, Bryggare lag nahezu gleichauf. Fosters Teamkamerad Roger Kingdom kam nun heran und zog an Bryggare vorbei. An der letzten Hürde hatte Kingdom auch zu Foster aufgeschlossen und konnte auf den letzten Metern die Goldmedaille mit neuem Olympiarekord gewinnen. Hinter Foster hielt Bryggare seinen dritten Platz vor McKoy.
Im zwanzigsten olympischen Finale lief Roger Kingdom zum sechzehnten US-Sieg. Gleichzeitig war es der zwölfte Doppelsieg für die USA in dieser Disziplin.
Arto Bryggare gewann die erste finnische Medaille über 110 Meter Hürden.

## Videolinks
- Men's 110m Hurdles Final, Olympic Games Los Angeles 1984, Athletics Central, youtube.com, abgerufen am 8. November 2021
- Men's 110m Hurdles Final at LA Olympics in 1984, youtube.com, abgerufen am 7. Januar 2018